# Boran
Boran je anorganická sloučenina se vzorcem BH3. Je to nejjednodušší z boranů, dvouprvkových sloučenin boru a vodíku, a základní molekula pro monoborany.

## Historie
V roce 1937 byl objeven karbonyltrihydridobor, jehož objev hrál důležitou roli ve výzkumu chemie „normálních“ boranů v době, kdy ještě nebyla známa tricentrická dvouelektronová vazba. Tento objev také existenci boranu, ovšem přímý důkaz byl proveden až o několik let později.

## Chemické vlastnosti

### Struktura
Molekuly BH3 mají trojúhelníkový tvar s atomy vodíku ve vrcholech a atomem boru uprostřed. Délka vazby B–H je 119 pm stejně jako má koncová vazba B–H v diboranu. U boranu dochází k dimerizaci na diboran, reakce probíhá samovolně, jelikož její entalpie je kolem −40 kJ/mol.:
2 BH3 → B2H6

### Amfoterita
Přestože boran v základu působí jako Lewisova kyselina, neustále je vytvářeno mnoho 1:1 aduktů z diboranu nebo záměnou ligandů u existujících aduktů.
B2H6 + 2 L → 2 LBH3
Odhadovaná řada stability je:
PF3 < CO < Et2O < Me2O < C4H8O < C4H8S < Et2S < Me2S < Me3N < H−
BH3 má některé vlastnosti slabé kyseliny.
Borylová skupina (-BH2) ve sloučeninách, jako je diboran, se může napojit na další vodíkové centrum v molekule ionizací:
BH3 + H+ → BH2(H2)+
Protože zde přijímá proton, má boran vlastonsti zásady. Jeho konjugovaná kyselina je (η-dihydrogen)dihydridobor(1+) ([BH2(η-H2)]+)

### Boran jako reaktivní meziprodukt
Příkladem reakce, u které se předpokládá, že je boran jejím meziproduktem, je pyrolýza diboranu za vzniku vyšších boranů:
B2H6 ⇌ 2BH3

BH3 + B2H6 → B3H7 +H2

BH3 + B3H7 ⇌ B4H10

B2H6 + B3H7 → BH3 + B4H10

⇌ B5H11 + H2

## Výroba
Existují dva hlavní způsoby výroby boranu. První z nich spočívá v reakci diboranu s dimethylsulfidem. Další metodou je částečná oxidace boranuidové soli v koordinujícím rozpouštědle jako je trimethylamin.

## Použití
Boranové adukty se široce používají v organické syntéze na hydroboraci, kde adicí BH3 na vazbu C=C v alkenech vznikají trialkylborany:
(THF)BH3 + 3 CH2=CHR → B(CH2CH2R)3 + THF
Produkt této reakce lze převést na různé organické deriváty.